# Макарята (Кишертский район)
Макаря́та — деревня в Кишертском районе Пермского Края. Входит в Усть-Кишертское сельское поселение.

## География
Деревня на Чубинчовском ручье, левом притоке р. Сылва

## Население
| 2000 | 2004 | 2008 | 2010 | 2012 | 2014 | 2015 |
| ---- | ---- | ---- | ---- | ---- | ---- | ---- |
| 101  | ↘93  | →93  | ↘70  | ↗86  | ↘83  | ↘67  |
| 2016 |      |      |      |      |      |      |
| ↘66  |      |      |      |      |      |      |

## Инфраструктура
В деревне есть магазин. 

## Транспорт
Автобусный маршрут Макарята — Кишерть.